# Katharine Byron
Katharine Edgar Byron, född 25 oktober 1903 i Detroit, Michigan, död 28 december 1976 i Washington, D.C., var en amerikansk demokratisk politiker. Hon representerade delstaten Marylands sjätte distrikt i USA:s representanthus 1941-1943.
Katharine Edgar gick i skola i Middletown, Connecticut och i Washington, D.C. Morfadern Louis E. McComas var kongressledamot för Marylands sjätte distrikt 1883-1891 och senator för Maryland 1899-1905. Hon gifte sig med William D. Byron som var kongressledamot för Marylands sjätte distrikt 1939-1941.
Katharine Byron var aktiv i kommunalpolitiken i Williamsport, Maryland. Maken William D. Byron omkom 1941 i en flygolycka och hon fyllnadsvaldes till representanthuset. Hon ställde inte upp för omval i kongressvalet 1942 och hon efterträddes i representanthuset av James Glenn Beall.
Byron avled 1976 och hon gravsattes på River View Cemetery i Williamsport. Sonen Goodloe Byron var kongressledamot för Marylands sjätte distrikt 1971-1978.